# Championnat d'Europe de saut d'obstacles 1962
Navigation
Édition précédente Édition suivante
Le championnat d'Europe de saut d'obstacles 1962, cinquième édition des championnats d'Europe de saut d'obstacles, a eu lieu en 1962 à Londres, au Royaume-Uni. Il est remporté par le Britannique David Barker.